# Qasr Bshir

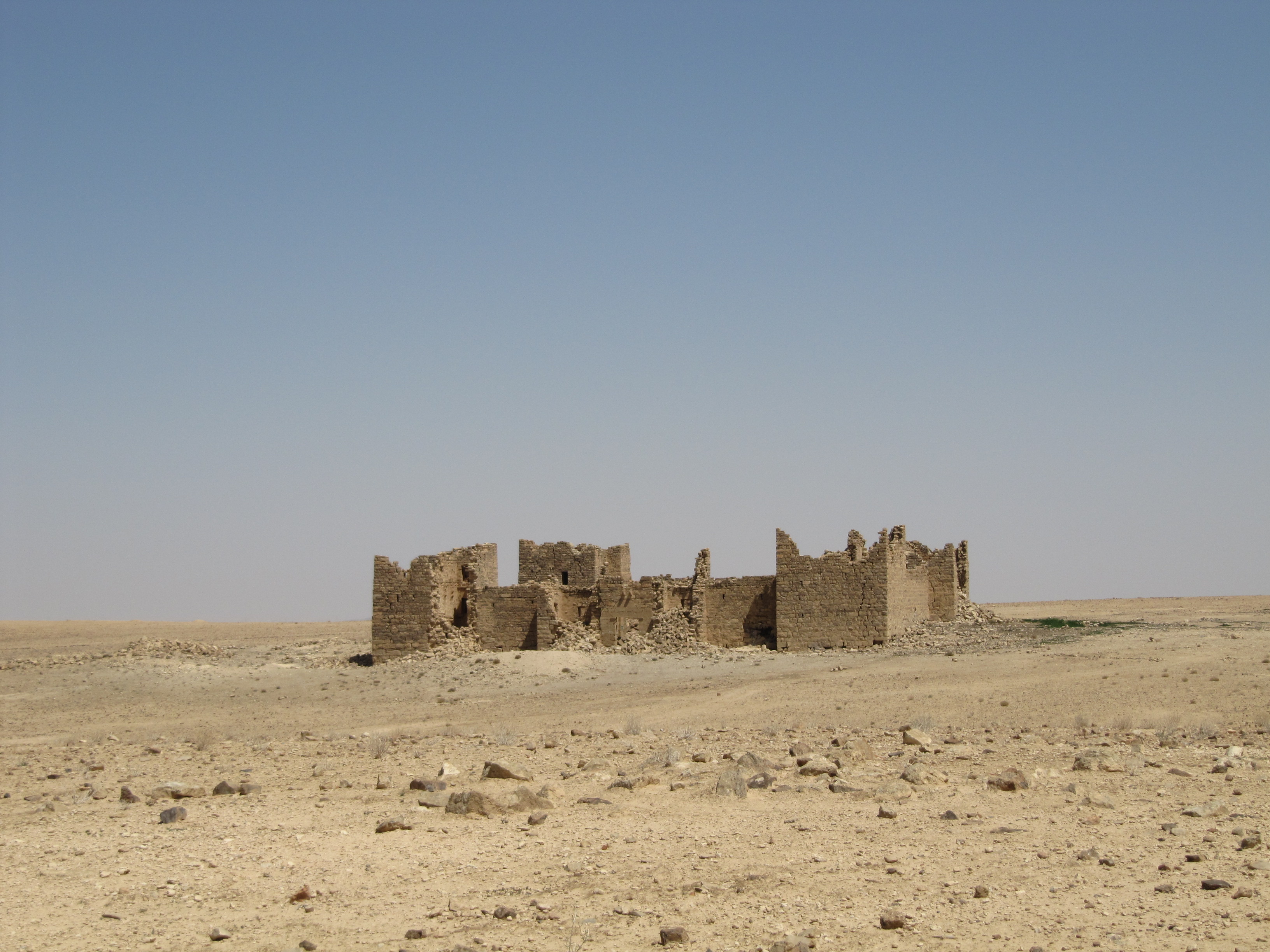
Das Praetorium Mobeni von Südwesten (2011)

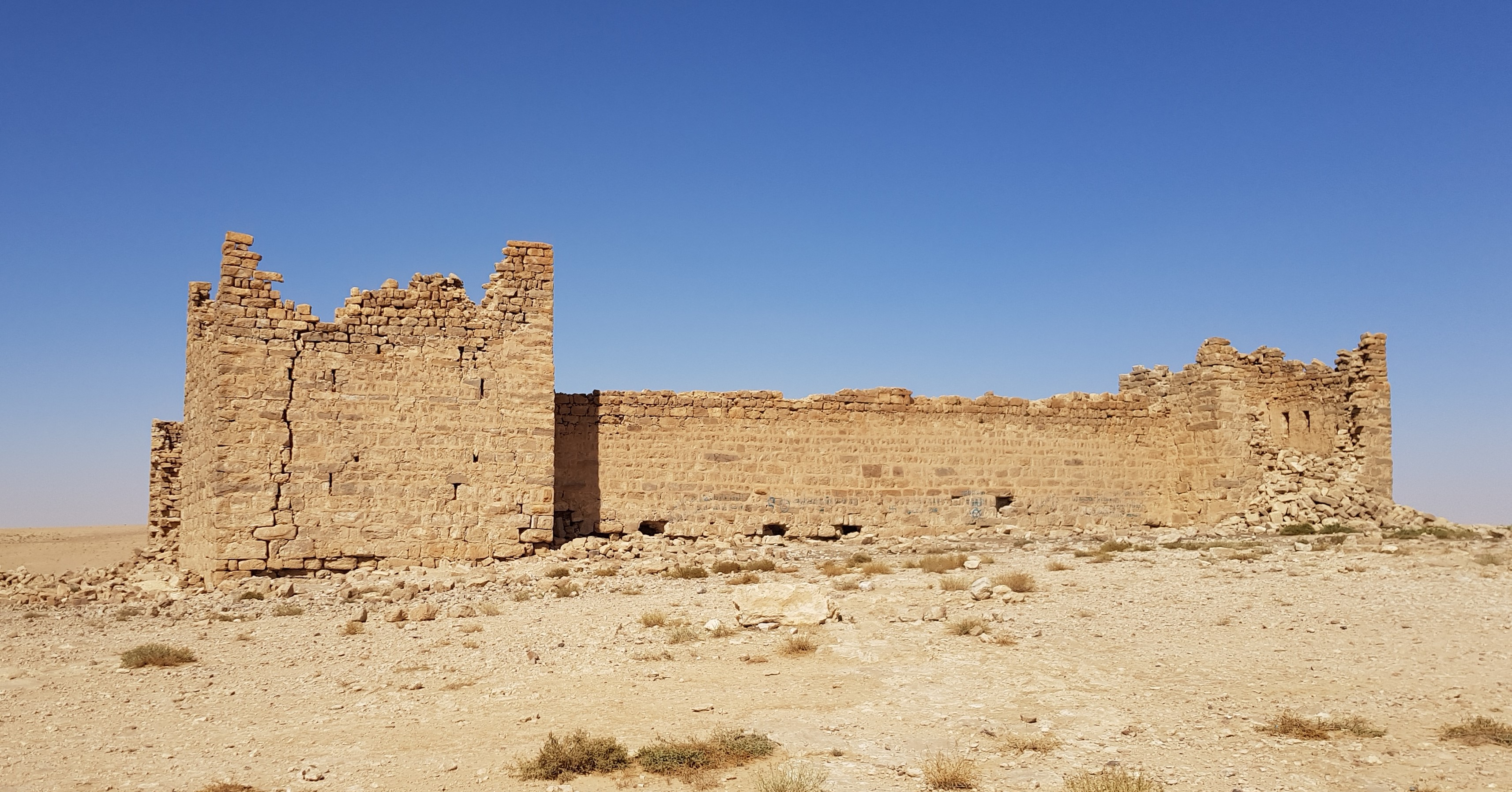
Blick von Osten auf das Kastell (2018)

Qasr Bshir, lateinisch Castra Praetorii Mobeni bzw. Praetorium Mobeni, arabisch قصر بشير, DMG Qaṣr Bašīr, das auch als Qasr Beshir, Qasr Bashir und Bser bekannt wurde, ist ein spätrömisches Militärlager, dessen Besatzung für Sicherungs- und Überwachungsaufgaben am vorderen Limes Arabiae et Palaestinae in der spätantiken Provinz Arabia zuständig war. Die teilweise noch bis in das zweite Stockwerk erhaltenen Überreste der Fortifikation bilden das am besten erhaltene Kastell im heutigen Jordanien, auch wenn zahlreiche Erdbeben starke Beschädigungen angerichtet haben. Das durch Baufälligkeit und Vandalismus stark gefährdete Baudenkmal befindet sich etwa achtzig Kilometer südlich der jordanischen Hauptstadt Amman auf 800 Metern Seehöhe und 15 Kilometer nordwestlich der heutigen Kleinstadt Al-Qatrana. Seit 2001 steht es auf der Tentativliste zur Aufnahme in das UNESCO-Welterbe (Welterbe in Jordanien).

## Lage
Das Praetorium Mobeni befindet sich lediglich rund 15 Kilometer, also etwas einen Tagesmarsch, nordöstlich des Legionslagers Betthorus (el-Lejjun) in der weiten, leicht hügeligen Ebene der jordanischen Steppe, deren Größe rund 8000 Quadratkilometer umfasst. Die Tafellandschaft um das Kastell wird von zahlreichen flachen kleinen Wadis durchzogen, die bei den seltenen Niederschlägen alle nach Westen in das Wadi Mudschib entwässern. Im Norden, rund drei Kilometer entfernt, liegt ein Hügelzug, der das Wadi Su’eida, einen Nebenzufluss zum Wadi Mudschib, überragt. Rund zwei Kilometer östlich befindet sich ein niedriger Bergrücken. Das Klima entspricht dem subtropisch-ariden Zonobiom, das für Wüstenlandschaften typisch ist.
Die Garnison liegt in der Mitte einer flachen Senke an der Westseite einer leichten topographischen Erhebung und ist südwestlich orientiert. Eine geringe Lößablagerung überzieht diese Erhebung. Von den Türmen der Fortifikation aus hatten die Soldaten einen ausgezeichneten Überblick über das baumlose Land. Lediglich nach Süden war die Sicht eingeschränkt. In Sichtweite befanden sich auch die rückwärtigen Wachtürme Qasr Abu el-Kharaq, Qasr el-ʿAl. Im Westen konnte über das Wadi Mudschib und den großen Wachturm er-Rama hinweg die fruchtbare, bewohnte Region der moabitischen Hochebene eingesehen werden.
Mit dem Praetorium Mobeni hatten die Römer eine zentrale Stellung im Grenzschutzsystem dieser Wüstengrenze errichtet. Das Quadriburgium sicherte Rom in dieser Gegend zusammen mit dem lediglich rund fünf Kilometer nördlich gelegenen Qasr eth-Thuraiya die südöstliche Grenze des römischen Reiches, die unter anderem vor Plünderungen durch arabische Nomaden und später vor den Sassaniden verteidigt werden musste. Wie an den meisten Grenzzonen des römischen Reiches bestand auch der Limes Arabicus nicht als durchgängige geschlossenes Sperrwerk, sondern aus einem System von kettenartig angeordneten Legionslagern, Kastellen, Kontrollstationen und Wachtürmen.

## Forschungsgeschichte
Zum ersten Mal wurde das Kastell durch zwei in den Jahren 1897 und 1898 durchgeführten Forschungsreisen des österreichischen Althistorikers Alfred von Domaszewski (1856–1927) und des deutsch-amerikanischen Philologen Rudolf Ernst Brünnow (1858–1917) bekannt, die den römischen Limes und viele weitere antike Stätten der einstigen Provinz Arabia besuchten. Sie waren auch die ersten, die über die Bauinschrift berichteten.
Der Biblische Archäologe Nelson Glueck (1900–1971), der in den 1930er Jahren viele Bauten des römischen Limes in Jordanien besuchte, zeigte kein näheres Interesse am Qasr Bshir und verwies auf von Domaszewskis und Brünnows Beschreibungen.
Trotz dieser frühen Untersuchungen gehörte der Limes im heutigen Jordanien in der Folgezeit bis Anfang der 1980er Jahre zu den am wenigsten untersuchten Grenzregionen des Römischen Reiches. Den ausschlaggebenden Beitrag zur modernen Erforschung des spätantiken Limes Arabicus leisteten die Untersuchungen des amerikanischen Provinzialrömischen Archäologen Samuel Thomas Parker (1950–2021), der mit einer Mannschaft aus Wissenschaftlern unterschiedlicher Disziplinen von 1980 bis 1989 archäologische Expeditionen unternahm. Als Leiter des Limes Arabicus Projects legte er dabei seinen Schwerpunkt auf den römischen Grenzverlauf in Zentraljordanien. Das Projekt wurde während der Forschungskampagnen der Jahre 1980 und 1982 hauptsächlich durch Zuschüsse des National Endowment for the Humanities finanziert, als weitere Unterstützer traten der jordanische Antikendienst, die North Carolina State University, das Dumbarton Oaks Center for Byzantine Studies und die American Philosophical Society auf. Weitere Fördermittel kamen von der National Geographic Society, der Samuel H. Kress Foundation und privaten Spendern.
Für Parker nahm das Praetorium Mobeni eine dreifache Schlüsselrolle am arabischen Limes in Jordanien an, da die Anlage nicht nur die am besten erhaltene römische Fortifikation des Landes ist und ihr architektonischer Aufbau damit besondere Aufmerksamkeit verdient, sondern auch, weil von diesem Fundort das Baudatum durch die in situ vorgefundene Bauinschrift erhalten geblieben ist. Als dritten Punkt führte der Archäologe die von ihm während der zweiten und dritten Feldkampagne des Projekts in den Juni- und Julimonaten 1982 und 1985 vorgenommenen Untersuchungen an, durch die stratifizierbare Münzen und Keramiken geborgen werden konnten. Die 1982 geborgene Keramikfragmente konnten die bei einer Feldbegehung 1976 aufgelesenen Scherben in ihrer Datierung bestätigen.
Einen weiteren wichtigen Schritt zur Erforschung der östlichen römischen Wüstengrenze und ihrer Bauwerke lieferte die Auswertung historischer Luftbilder aus der ersten Hälfte des zwanzigsten Jahrhunderts. Da nach dem Zweiten Weltkrieg jedoch lokale politische und militärische Einschränkungen zivile Luftbildaufnahmen in dieser Region zumeist verhinderten, waren systematische luftbildarchäologische Aufklärungen bis zum Ende des zwanzigsten Jahrhunderts nicht mehr möglich. Seit 1995 konnten sich die Archäologen bei der Erforschung der großen Zusammenhänge in dieser Limeszone jedoch zusätzlich auf ältere, inzwischen freigegebene Fotoarchive stützen, die durch die frühen US-Aufklärungssatelliten zwischen 1960 und 1972 angefertigt wurden. Dabei konnten auch Fotos rund um das Gebiet des Qasr Bshir analysiert werden.
Im Jahr 2010 wurden die Ergebnisse einer seit 2002 laufenden Forschung im Rahmen des Ausgrabungs- und Restaurierungsprojekts am römischen Kastell Qasr Hallabat, das im rückwärtigen Limesraum stand, publiziert. Im Zuge dieser Arbeiten wurde auch ein Forschungsprogramm aufgelegt, das den Titel „Analyse und Dokumentation zu Bautechniken und architektonischen Typologien in der Übergangszeit von der Spätantike zur frühislamischen Zeit in Jordanien“ trug. Letzteres Programm wurde ab 2004 vom spanischen Kulturministerium durch die Stipendien finanziert. Die Leitung beider Projekte lag in der Hand des Architekten und Archäologen Ignacio Arce, unter anderem Lehrstuhlinhaber an der Deutsch-Jordanische Hochschule in Amman. Im Rahmen dieser Bauforschungen wurde auch das Praetorium Mobeni einer detaillierten Analyse unterzogen.

## Baugeschichte
In seinem Geschichtswerk Res Gestae des um 395 verstorbenen Ammianus Marcellinus beschreibt dieser die spätantike Provinz Arabia. Dort gebe es „… hervorragende Möglichkeiten für Handelsbeziehungen und stark ausgebaute große und kleine Kastelle, um die Angriffe der benachbarten Stämme abzuwehren … In diesen Gemeinden befinden sich auch einige große Städte, Bostra und Gerasa sowie Philadelphia, die durch die Stärke ihrer Mauern sehr sicher sind.“ Ammianus betont mit seinen Aussagen ganz besonders, die Abhängigkeit des wirtschaftlichen Wohlstands von einem effektiven Grenzschutzsystem und zusätzliche rückwärtige Sicherungsmaßnahmen für die wichtigsten Großstädte.
Das Praetorium Mobeni besitzt lediglich zwei im Voraus gut geplante, unmittelbar aufeinanderfolgende Bauabschnitte. Zunächst entstanden die Kurtinen und Türme gleichzeitig bis auf die Höhe des Wehrgangs, anschließend wurden die Türme weiter aufgemauert. Alle Bauteile wurden mit denselben Techniken und Materialien errichtet. Damit besitzt das Gesamtbauwerk lediglich eine einzige homogene Bauphase.

### Stratigraphien amLimes Arabicus
Parker nutzte bei seinen Forschungsexpeditionen zum spätantiken Limes Arabicus ein stratigraphisches Schema, das der vereinfachten Zuordnung für die gesicherten römischen und byzantinischen Funde und Befunde dient. Dieses Schema hatte der Archäologe und Keramikexperte James A. Sauer (1945–1999) im Jahr 1973 aufgestellt und war von Parker bis 2006 überarbeitet worden.
| Stratum | Zeitstellung            | Ungefähre Datierung        |
| ------- | ----------------------- | -------------------------- |
| VII     | frührömisch I–IV        | ca. 63 v. Chr.–135 n. Chr. |
| VI      | spätrömisch I–III       | ca. 135–284                |
| VI      | spätrömisch IV          | ca. 284–324                |
| VB      | frühbyzantinisch I      | ca. 324–363                |
| VA      | frühbyzantinisch II     | ca. 363–400                |
| IV      | frühbyzantinisch III–IV | ca. 400–502                |
| III     | spätbyzantinisch I–II   | ca. 502–551                |

Die Befestigung des Limes Arabicus in diesem Gebiet begann mit der Annexion des Nabatäerreiches während der Regierungszeit des Kaisers Trajan (98–117) im Jahr 106 n. Chr. Zur Sicherung der neugewonnenen Gebiete ließ der Kaiser zwischen 107 und 114 n. Chr. mit der Via Traiana Nova eine von Süden nach Norden verlaufende Militärstraße entlang des damaligen Limesverlaufs ausbauen, die von der Hafenstadt Aila (Akaba) am Roten Meer bis zum Legionslager Bostra im heutigen Syrien reichte. Die dort stationierte Legio III Cyrenaica zeichnete für den Bau der Straße verantwortlich. Die römische Armee war über die Jahrhunderte immer wieder gezwungen, die Grenzbefestigungen immer weiter auszubauen. Mit den Reformen Kaiser Diokletians (284–305) und der wachsenden Bedrohung durch die Sassaniden erreichten diese Bemühungen einen Höhepunkt. Das Praetorium Mobeni lag an einem der Via Traiana Nova vorgelagerten Straßenabschnitt. Dieser schloss archäologisch nachweisbar im Norden bei Amman wieder an die Via Traiana Nova an. Im Süden ist der Verlauf spekulativ. Doch ist auch hier eindeutig mit einer Verbindung zur Via Traiana Nova zu rechnen. Einige Wissenschaftler haben die Existenz dieser vorgelagerten Straße in der Vergangenheit angezweifelt.

### Bauinschrift

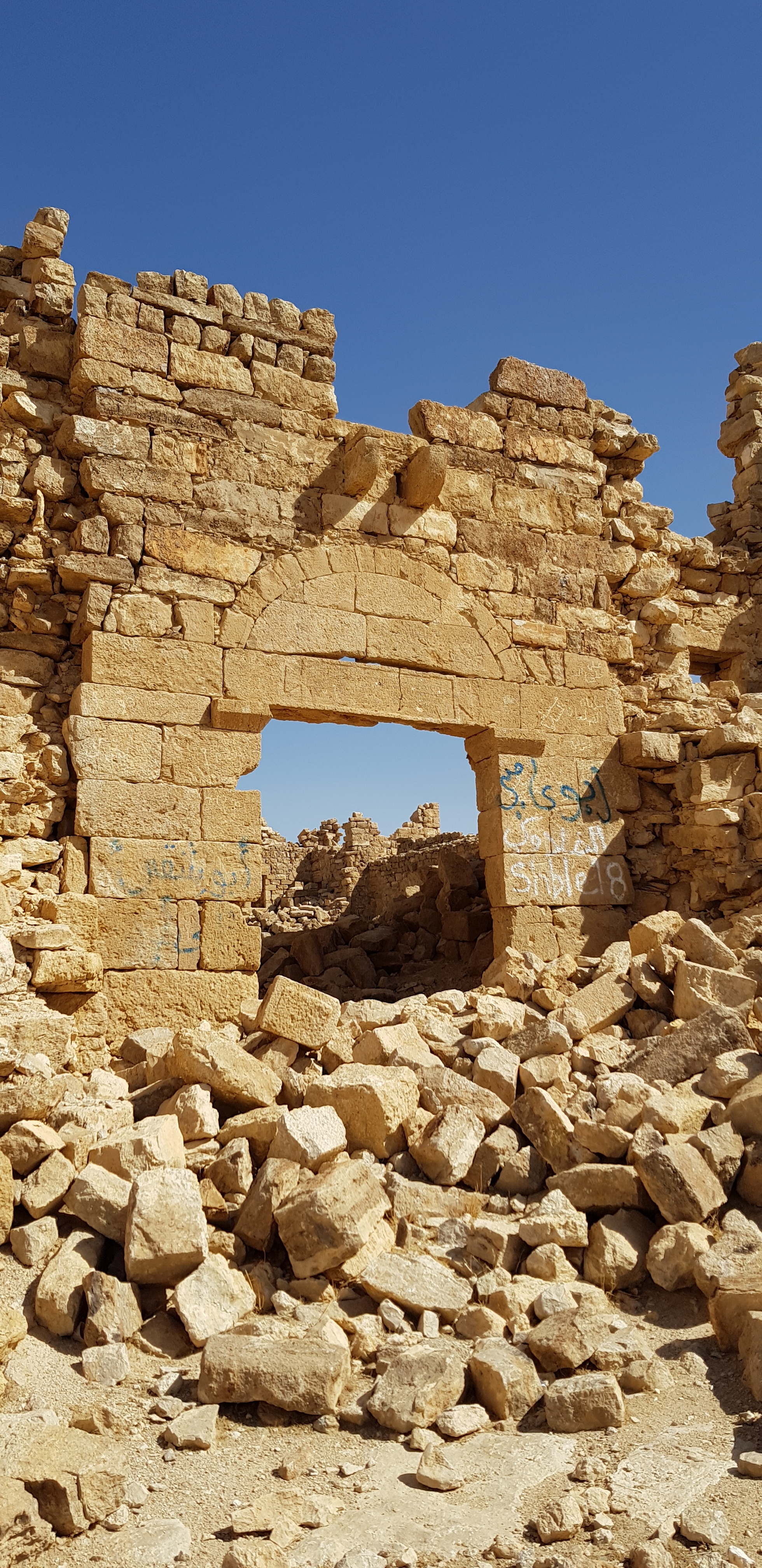
Die in den Türsturz gemeißelte Bauinschrift über dem Hauptzugang der Anlage. Auf dem Bild sind die kostspieligen Beschädigungen durch die illegale Sprayerszene deutlich sichtbar (2018)

Mit der auf einer Tabula ansata wiedergegebenen Bauinschrift, die sich bis heute über dem südwestlichen Hauptzugang befindet, lässt sich die Gründung der Anlage in die Jahre zwischen 293 und 305 n. Chr., also in die Zeit der ersten Tetrarchie datieren. Die Inschrift macht mit der Wendung „a fundamentis“ zudem deutlich, dass an diesem Platz ein Neubau errichtet wurde, dem keine Vorgängeranlage vorausging, wie von der älteren Forschung gemutmaßt.
Optimis maximisque principibus nostris Caio Aurelio

Valerio Diocletiano Pio Felici Invicto Augusto et

Marco Aurelio Valerio Maximiano Pio Felici Invicto Augusto et

Flavio Valerio Constantio et Galerio Valerio Maximiano

nobilissimis Caesaribus castra praetorii Mobeni a fundamentis

Aurelius Asclepiades praeses provinciae Arabiae

perfici curavit
Übersetzung: „Zu Ehren unserer besten und größten Herrscher, Gaius Aurelius Valerius Diocletianus, unserem frommen, glücklichen und unbesiegtem Herrscher, und Marcus Aurelius Valerius Maximianus, unserem frommen, glücklichen und unbesiegten Herrscher, und für Flavius Valerius Constantius und Galerius Valerius Maximianus, unsere edelsten Caesaren, hat Aurelius Asclepiades, Statthalter der Provinz Arabia angeordnet, Castra Praetorii Mobeni von Grund auf zu errichten.“

### Wasserwirtschaft
Wie die Bauinschrift berichtet, entstand das Kastell auf Geheiß des Provinzstatthalters (praeses) Aurelius Asclepiades. Es hatte mutmaßlich die Aufgabe, als Sicherung gegen die zu dieser Zeit zunehmende Bedrohung durch die Sassaniden zu dienen. Als noch bedeutender gilt jedoch der in den Wüstenregionen oft festgestellte Zusammenhang zwischen der Kontrolle über die lebensnotwendigen Brunnen und Zisternen und deren Überwachung durch die römische Armee. Das Wadi Mudschib, durch das die seltenen Niederschläge der Region gesammelt wurden, nutzten die Soldaten, um dort am Boden eine Wasserleitung anzulegen, die an ein großes, rechteckiges Becken angeschlossen wurde, das sie in weniger als einem Kilometer Entfernung von ihrem Kastell errichteten. Es wird angenommen, dass das mitten in einem Wadi errichtete Reservoir gleichzeitig mit der Errichtung des Praetorium Mobeni entstand. Der aus gut behauenen Steinen errichtete Wassersammler wurde in Stand gesetzt und ist heute wieder in seiner ursprünglichen Funktion für Beduinen nutzbar. Auch innerhalb des Kastells waren fünf Zisternen angelegt worden, die eine gute Versorgung der Besatzung ermöglichten.

### Umwehrung

Grundriss des Kastells nach Alfred von Domaszewski in Kombination mit dem überarbeiteten Plan von Parker. Von den Flankierungstürmen ist das Erdgeschoss zu sehen.

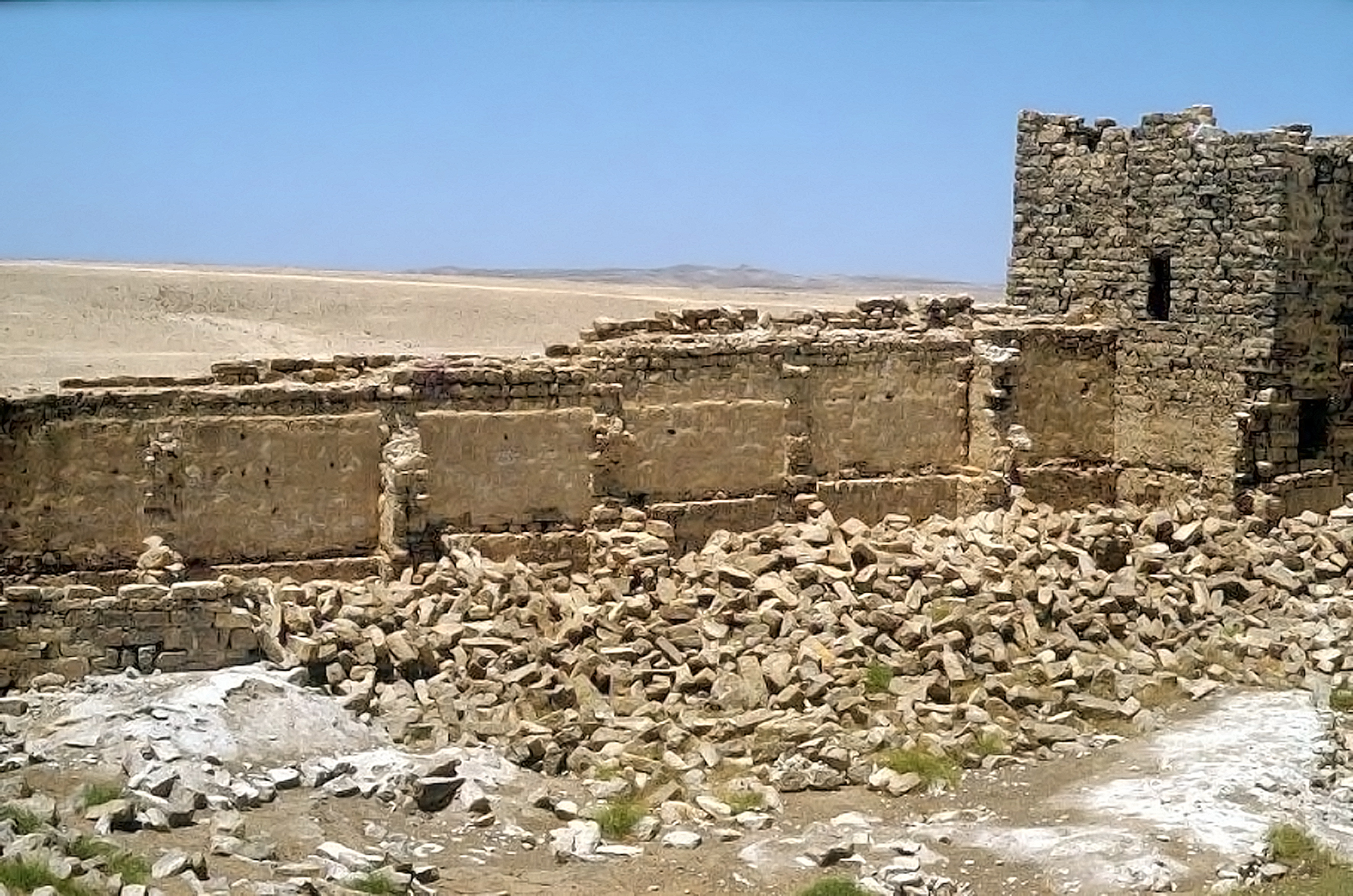
Die nordwestliche Umwehrung mit den rechtwinklig angebauten Trennwänden der umlaufenden Innenbebauung (1986)

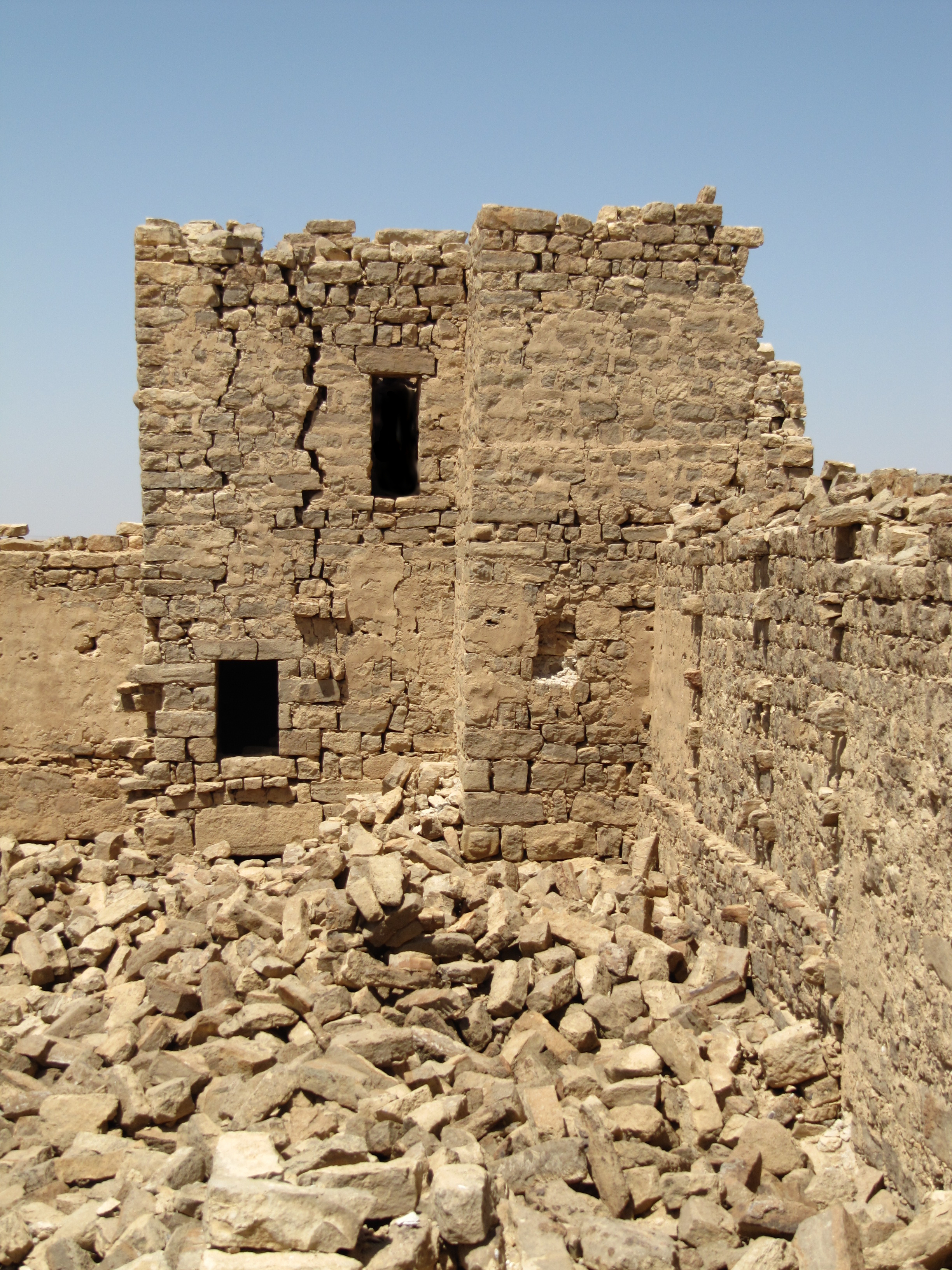
Der Nordturm – die Türme sind teilweise fast in voller Höhe erhalten (2011)

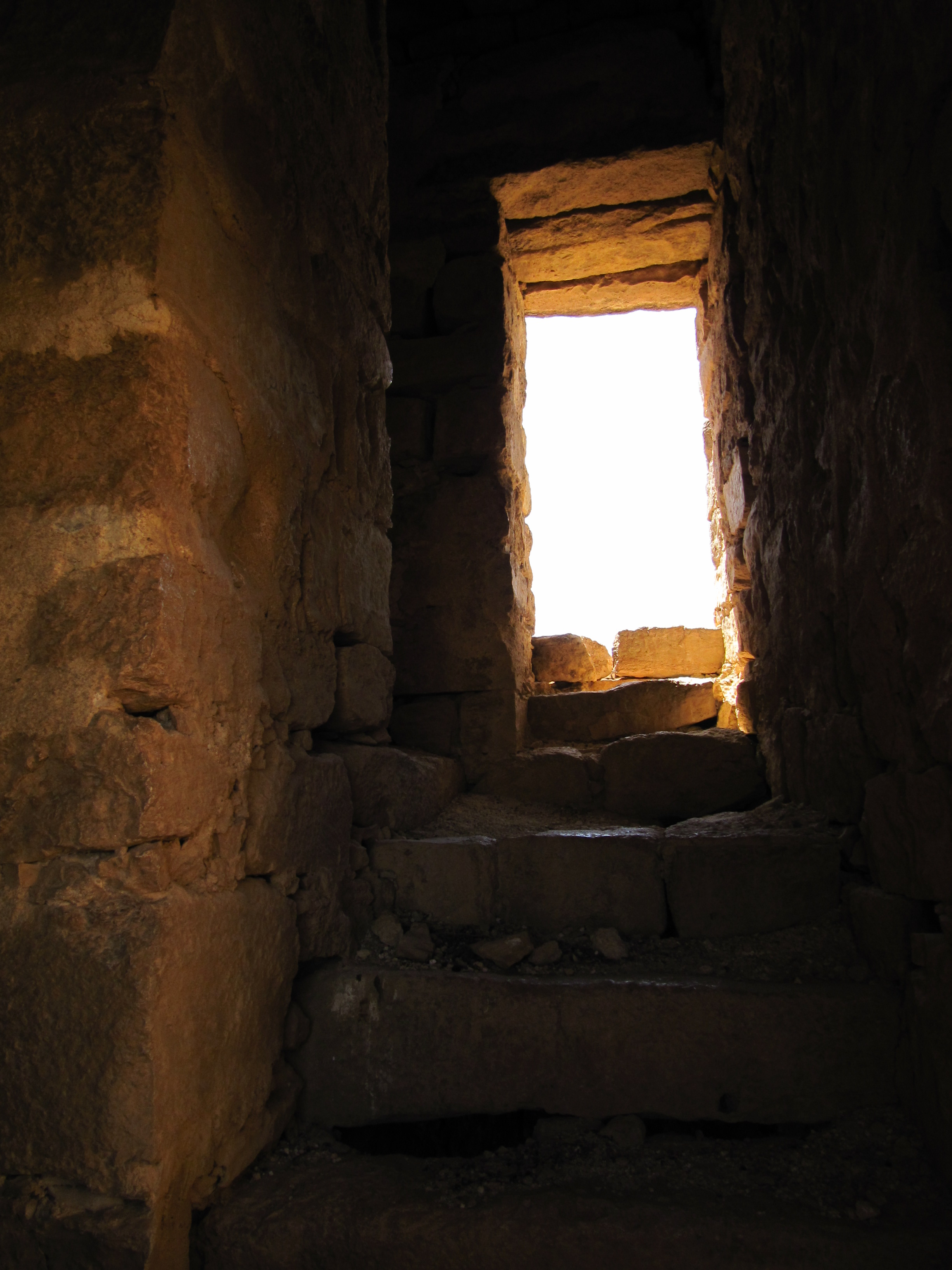
Im Treppenhaus des Nordturms (2011)

Die Anlage besitzt einen fast quadratischen Grundriss mit Seitenlängen von 56,30 Metern (SO) × 57,05 Metern (SW) × 56,75 Metern (NW) × 55,45 Metern (NO) (= 0,31 Hektar), und orientiert sich mit ihren vier Flankierungstürmen fast genau nach den Haupthimmelsrichtungen. Das teils bruchraue, teils stärker und glatter zugerichtete Mauerwerk aus Kalksteinblöcken der Umwehrung ist zweischalig angelegt. Es besteht an seiner Außenseite in den unteren Schichten aus größtenteils mächtigen, meist quaderförmigen Werksteinen unterschiedliche Länge und Höhe. Die teilweise ungleichmäßige Schichtung dieser Blöcke wurde dabei durch eingeschobene schmale Steinplatten ausgeglichen. An der inneren Mauerschale fehlen diese monumental wirkenden Blöcke. Der Mauerkern zwischen den beiden Schalen ist mit Bruchsteinen verfüllt, die mit reichlich aschehaltigem Kalkmörtel versetzt wurden. An der Außenseite nimmt die Größe des verwendeten Steinmaterials nach oben hin allmählich ab, was eine deutliche Veränderung im Aussehen der Schichten bewirkt. Während es die römischen Erbauer im Bereich der unteren, massiven Steinlagen bei einer unverfugten Übereinanderschichtung beließen, sind die kleineren, oberen Werkstücke ebenfalls in den aschehaltigen Mörtel gesetzt und verfugt worden. An ihrem Fuß wurden die Wehrmauer sowie die Türme mit einer Stärke von 1,50 Metern eingemessen. In ihren oberen Bereichen verjüngt sie sich zusehends und erreicht an der obersten erhaltenen Steinlage eine Stärke von nur noch 35 Zentimetern. Lediglich an den Innenflächen der Anlage konnte ein Verputz festgestellt werden.
Von Domaszewski und Brünnow nahmen anhand ihrer Studien an, dass die Höhe der Mauer einschließlich der nur noch in Resten erhaltenen steinernen Brustwehr mit dem heute verlorenen Zinnenkranz rund 6,50 Meter betragen haben könnte. Wie sich für die beiden Forscher die erhaltenen Strukturen darstellten, hätten die Soldaten ausschließlich über die Treppenhäuser in den Ecktürme auf die Brustwehr gelangen können. Die beiden einzigen Zwischentürme des Kastells waren gleichzeitig die Flankentürme der Zufahrt. In ihnen konnte keine in Stein gesetzte Treppenanlage festgestellt werden, möglicherweise war hier ein Aufstieg durch Holzkonstruktionen gewährleistet. Parker sah die von Domaszewski und Brünnow vorgeschlagenen Höhe und praktische antike Nutzung von Wehrmauer und Brustwehr als problematisch an. Er stellte zunächst fest, dass sich im Gegensatz zu den Höchstangaben der älteren Forschung, die Umwehrung im Eingangsbereich sogar bis auf eine Höhe von mindestens sieben Metern erhalten hatte. Bei seinen Überlegungen ging er jedenfalls von einer lediglich etwa sechs Meter hohen Umfassungsmauer aus. Zwar waren von dem eigentlichen Wehrgang keinerlei Reste erhalten geblieben, doch rekonstruierte sich Parker diesen Bereich als gepflasterten Weg, der durch Zinnen nach außen hin geschützt war. Da sich nach dem Einsturz der Kurtinen von diesen Zinnen offenbar ebenfalls keine Reste, wie Zinnendeckel erhalten hatten, bleibt die Forschung auch in diesem Fall auf Spekulationen angewiesen. Parker sah es aufgrund der fehlenden baulichen Nachweise auch nicht als gesichtet an, dass die Brustwehr über die Türme erschlossen wurde. Er glaubte in Analogie zu anderen, vergleichbaren römischen Kastellanlagen vielmehr an weitere Aufstiege zum Wehrgang, um im Alarmfall alle Kampfstationen schnellstmöglich besetzen zu können.

### Ecktürme
Die als rechteckige Flankierungstürme angelegten vier dreigeschossigen Ecktürme, die das herausragende Merkmal des spätantiken Bautyps der Quadriburgii sind, ragen 3,05 Meter aus der Umfassungsmauer hervor und haben eine quadratische Grundfläche zwischen 11 und 12 Metern. Sie bedecken jeweils eine Fläche von 10 bis 20 Quadratmetern. Der mit einer Höhe von noch knapp über 10 Metern am besten erhaltene Eckturm ist der südliche. Jede Geschossfläche dieser Türme war in drei Räume unterteilt. Der größte Raum im Südturm nahm die Außenecke ein und wurde durch von Domaszewski und Brünnow mit einem lichten Maß von 4,83 × 4,65 Metern eingemessen. Die übrigen beiden Räume umfassten rund 3 × 3,35 Meter und 2,90 × 4,72 Meter. Auf den von steinernen Bögen überwölbten Zimmerdecken ruhten lange Trägerbalken aus Stein, deren Endstücke in die Außenwände eingelassen waren. Der Boden der oberen Stockwerke wurde über den Steinträgern angelegt und bestand wahrscheinlich aus Steinplatten. An der zum zentralen Innenhof gerichteten Ecke befand sich in jedem der vier Türme ein rechteckiges Treppenhaus. Dieses erschloss das Bauwerk bis zum begehbaren Flachdach. Die zwischen 1,05 und 1,10 Meter breite rechteckig angelegte Treppe stieg mit Hilfe von Zwischenpodesten spindelförmig nach oben. Unter anderem war vor jedem Geschoßzugang eines ihrer Zwischenpodeste angelegt worden. Die als Steinplatten gesetzten Stufen der Treppe sind einerseits jeweils in zwei inneren Flanken der Turmmauer eingelassen, andererseits in den zentralen rechteckigen Treppenpfeiler, der sich in der Mitte des Treppenhauses befindet. Das oberste Stockwerk der Flankierungstürme war wahrscheinlich als Flachdach mit Brustwehr gestaltet, das der Überwachung und Signalgebung diente und im Verteidigungsfall auch als Kampfplattform genutzt werden konnte. Die Befestigung besitzt feindwärts ausschließlich in den dritten Stockwerken kleine Schlitzfenster. Darunter, auf der Ebene des zweiten Stocks, waren sowohl in den Türmen, als auch in die Wehrmauer lediglich sehr schmale Schießscharten eingelassen.

### Zugänge

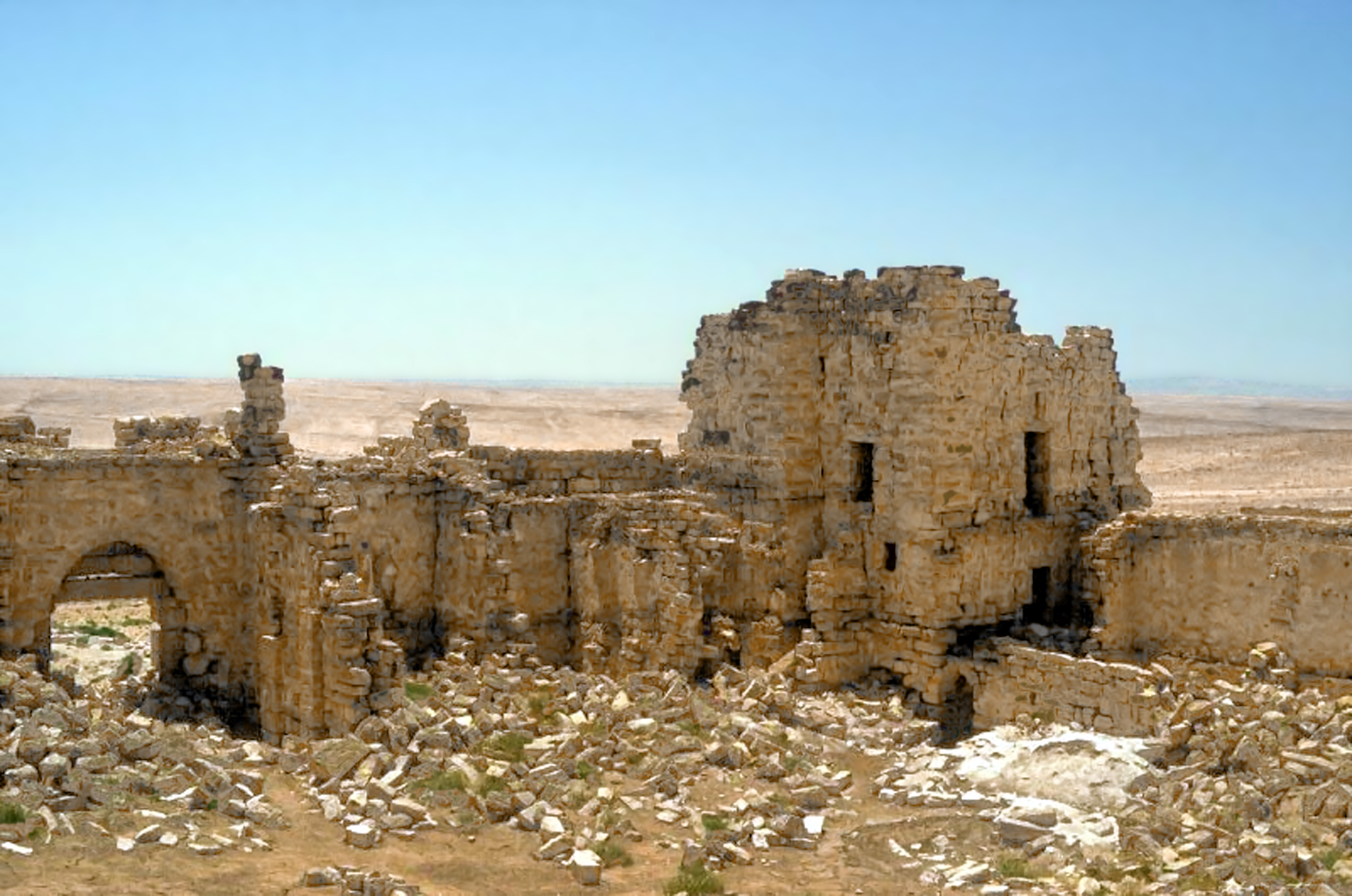
Der Westturm mit dem Hauptzugang auf der linken Seite sowie der Schlupfpforte unterhalb des Turmes (1986)

Das einspurige, 2,65 Meter breite Hauptportal befindet sich in der Mitte der südwestlichen Umfassungsmauer und wird von zwei Türmen flankiert, die mit rund drei Metern ebenfalls weit aus dem Mauerverband hervorspringen und eine Breite von sechs Metern besitzen. Über dem Portal befindet sich der aus einem Steinblock gearbeitete Sturz mit der Bauinschrift über dem sich ein Entlastungsbogen erhebt. Der Zugang zu diesen beiden Türmen erfolgte durch je einen rechteckige Raum im Erd- und Obergeschoss. Diese Räume bilden mit ihren Flanken zum einen die Torgasse innerhalb des Kastells und sind zum anderen auf den Innenhof orientiert. Sowohl vom Erdgeschoss aus, als auch über das darüber liegende Stockwerk konnten die Tortürme betreten werden.
Ein in der Wissenschaft mehrfach diskutiertes Detail war der über dem Eingang angebrachte Wehrerker mit einem Maschikuli. In der Vergangenheit wurde vielfach angenommen, dass diese Form des Wehrerkers eine Erfindung des Frühmittelalters gewesen sei und der Erker am Praetorium Mobeni daher eine Zutat der Umayyadenzeit wäre, die auf eine Neunutzung wie an anderen Kastellstandorten hindeuten würde. Arce konnte während seiner vergleichenden Bauforschung an weiteren Quadriburgia den Nachweis für eine tetrarchische Konstruktion dieser Abwehrvorrichtung erbringen. Der Wehrerker am Praetorium Mobeni ist daher wie das gesamte Bauwerk genuin spätrömisch und als eine Erfindung des 4. Jahrhunderts anzusehen. Unklar ist jedoch noch der Ursprung dieser Bauzutat.
Angrenzend an den westlichen Eckturm befindet sich in der nordwestlichen Umfassungsmauer eine 0,95 Meter breite Schlupfpforte. Durch diese Pforte führte eine 1,30 Meter breiter Durchgang, der von einem Tonnengewölbe überfasst wurde, vom zentralen Innenhof des Kastells ins Freie. Kleine Zugänge dieser Art sind für etliche spätantike Militärbauten nicht untypisch. An der Umfassungsmauer selbst blieben Reste des Wehrgangs erhalten.

### Innenbebauung

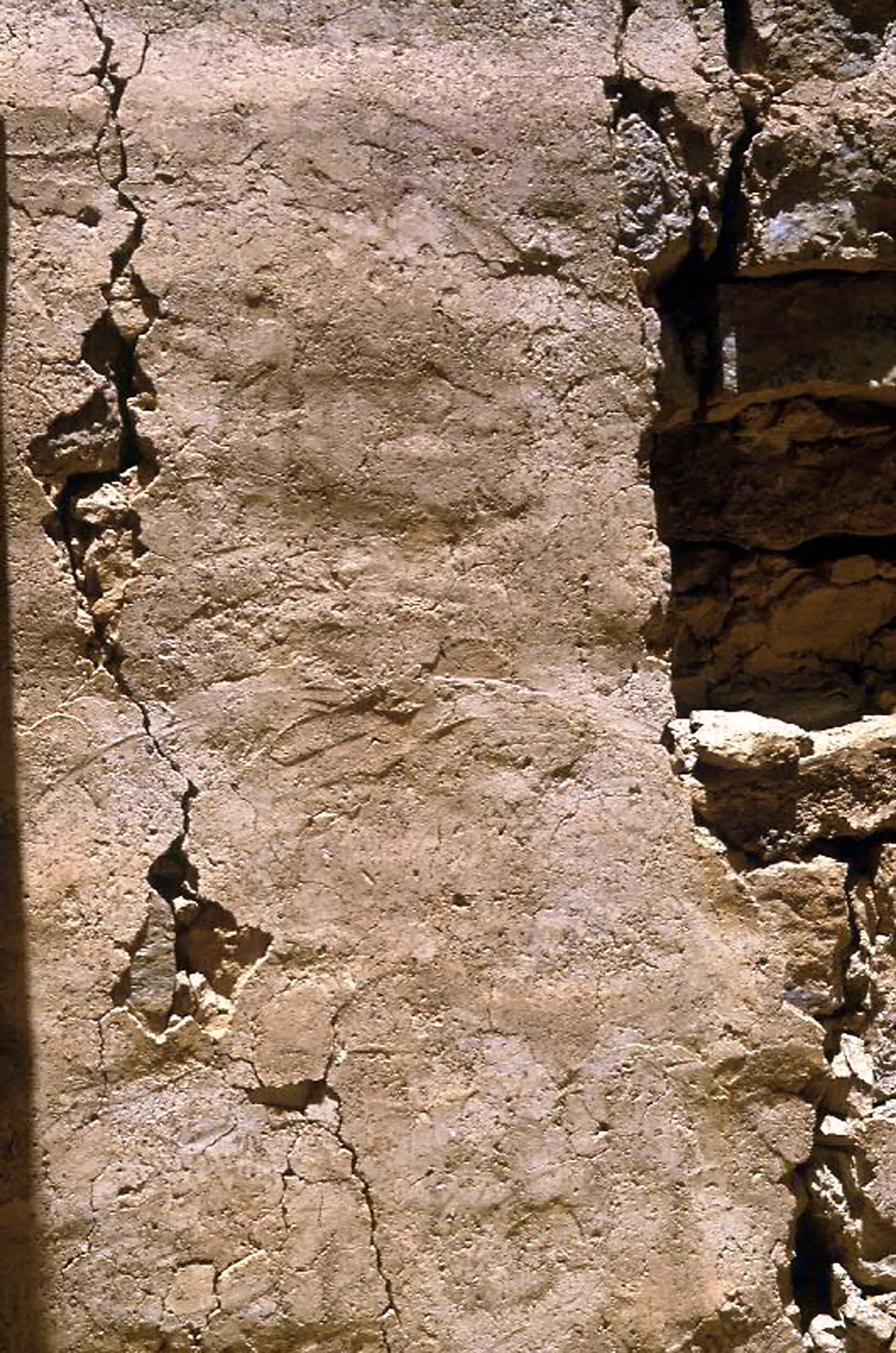
Am Südturm blieben Reste des Verputzes erhalten (1986)

Das Kastellinnere besteht aus einem großen zentralen vierseitigen Innenhof. Die zwischen den vier mächtigen Ecktürmen angelegten massiven Kurtinen waren rundum mit rechteckigen, zweigeschossigen Raumfluchten bebaut, deren Mauerzüge im rechten Winkel auf die Umwehrung stießen. Dort waren sie partiell mit der inneren Schalung der Kurtinen verschränkt. Damit kann davon ausgegangen werden, dass diese Raumanordnung gleichzeitig mit dem Bau der Wehranlage entstand. Diese insgesamt vier, den Innenbereich der Fortifikation umgebenden Raumfluchten, verfügten pro Geschoss entlang der Nordost- und Südostseite über sieben und entlang der Nordwest- und Südwestseite über sechs Gelasse, insgesamt also 26 Räume pro Stockwerk. Auf der zweiten Geschossfläche wurden die Räume von je zwei Doppelbögen überwölbt. Die Abmessungen der einzelnen Räume variiert leicht, entsprechen aber rund fünf Quadratmetern, was in etwa an die Verhältnissen der Mannschaftsbaracken im Legionslager Betthorus und dem Kastell Khirbet el-Fityan herankommt. An der Nordostseite, gegenüber dem Hauptzugang, befand sich die größte, wohl repräsentativ gestaltete rechteckige Räumlichkeit. Diese war der eigentlichen Raumflucht entlang der dortigen Kurtine vorgelagert und besaß damit ein Hinterzimmer. Die Höhe dieser durch Erdbeben weitgehend verstürzten Innenbebauung des Kastells entsprach der Höhe der Umfassungsmauer, sodass deren Flachdächer im Verteidigungsfall auch als Kampfplattformen dienen konnten.
Möglicherweise sind Futterkrippen in die Wände mehrerer Räume des Erdgeschosses eingelassen worden, was für Stallungen sprechen könnte. Zu dieser Annahme gehören insgesamt 69 Nischen in 23 Räumen, von denen sich je drei in einem Raum befanden. Diese Nischen, die an der Innenseite der Kurtinen eingelassen waren, lagen nach den Angaben von Domaszewski und Brünnow 1,40 Meter über dem Verschüttungshorizont. Ihre Breite gaben sie mit 0,80 Metern an. Nach anderen Angaben lagen die Nischen 0,70 Meter über dem Boden, maßen rund einen Meter in der Breite, 0,60 Meter in der Tiefe und 1,20 Meter in der Höhe. Der Nischenboden ist flach und zeigt keinerlei Mulden für die Aufnahme von Futtermitteln. Die Annahme ist jedoch, dass es möglicherweise eine hölzerne Konstruktion gegeben hat, die als Krippe diente. Für Arce waren die für ihn ansonsten zwecklosen Nischen diskussionslos als Futterkrippen anzusehen. Die Räume über den möglichen Stallungen sind nach diesem Szenario Mannschaftsquartiere gewesen. Parker wies darauf hin, dass alle diese Überlegungen als Hypothese anzusehen sind. Bedauerlicherweise wird in der Bauinschrift weder die stationierte Einheit genannt, noch das Kastell in dem spätrömischen Staatshandbuch Notitia dignitatum erwähnt.

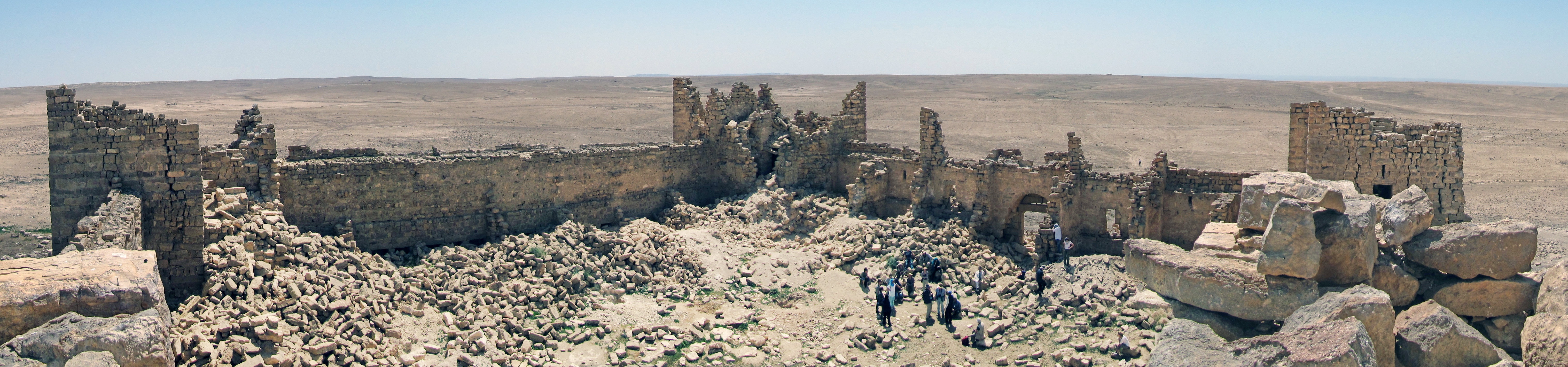
Panoramafoto des Inneren, aufgenommen vom Nordturm (2011)

### Kalkbrand
Als ein charakteristisches Merkmal des Kastells wurde die Verwendung von Kalkmörtel mit reichlich Asche genannt. Arce konnte für die Publikation 2010 feststellen, dass die Asche lediglich ein unerwünschtes Nebenprodukt des genutzten Produktionsverfahrens war, das in der Levante entwickelt wurde, um die Ressourcen, insbesondere den Mangel an Holz zu optimieren. Dazu entwickelten die Römer dort für die Gewinnung von Calciumhydroxid einen Flammofen für kurze Flammen. Von diesem System wurde in der Vergangenheit angenommen, es sei eine moderne Erfindung, doch sind diese Öfen nachweislich bereits in der Spätantike genutzt worden. Auch am Praetorium Mobeni ist diese Herstellungsmethode bereits für das 4. Jahrhundert greifbar. Arce konnte das gleiche Mörtelgemisch aus Kalk und Asche in einem Brennofen nachweisen, der südwestlich, in der Nähe des Kastells lag. Dort war eine kreisförmige Öffnung im Felsgestein zu beobachten, in der sich die Reste einer teilweise konstruierten Struktur befanden. Die Wissenschaftler konnten bei ihrer Untersuchung einen Einkammer-Flammofen erfassen, der das hohe Niveau technischer Innovationen in der Antike unterstrich. Die Lage des für den Kalkbrand genutzten Steinbruchs wurde bisher noch nicht geklärt. Die nächstgelegenen Kalksteinaufschlüsse finden sich an den Klippen der umliegenden Wadis.

## Mögliche Vicusbauten

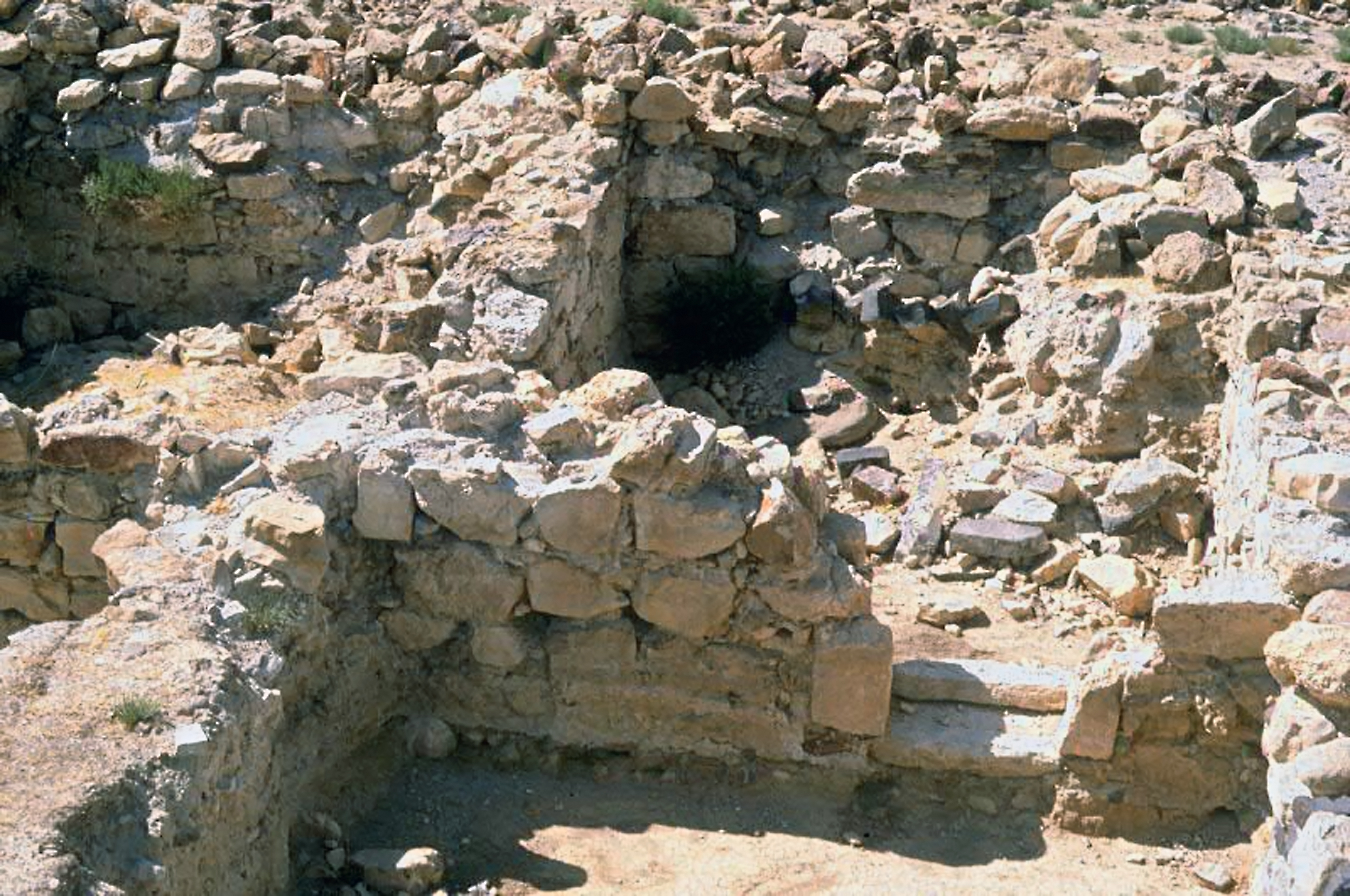
Extramurale Baureste in der Nähe des Kastells mit Blick nach Nordosten (1986)

Westlich des Kastells lassen sich die Reste zweier miteinander verbundenen Bauten erkennen, die vielleicht zum Vicus, dem Lagerdorf, gehört haben könnten. Die Datierung der dort an der Oberfläche aufgelesenen Keramik, lassen vermuten, dass diese Ruinen nicht älter als vielleicht einige Jahre vor dem Kastell selbst sein können. Sie wären dann frühestens im späten 3. Jahrhundert entstanden. Es besteht allerdings auch die Möglichkeit, diese Außenanlagen zeitgleich mit der Errichtung des Kastells zu datieren oder sie noch später anzusetzen. Diese Fragen sind nur durch eine Ausgrabung zu klären.

## Keramik
Bei der Feldbegehung 1976 wurden insgesamt 218 Keramikscherben gesammelt. Von den 74 genau datierbaren Fragmenten gehören 34 Scherben der spätrömischen Epoche an, die dem Stratum IV zuzuordnen ist, sowie 40 frühbyzantinische Scherben, die der Zeitstellung I–II angehören. Die Keramik lässt auf eine einzige kontinuierliche Besatzungsperiode schließen, die vom späten 3. oder frühen 4. Jahrhundert bis zum späten 4. oder frühen 5. Jahrhundert andauerte. Der damals mit der Auswertung beschäftigte Keramiktypologe datierte diese Scherben ohne vorherige Kenntnis der Bauinschrift.
Im Jahr 1982 wurden zwei Sondierungen durchgeführt, um eine vollständige stratigraphische Geschichte des Kastells zu erhalten. Eine Sondage wurde in der Südwestecke des Zentralhofes angelegt, die zweite in der Ecke eines Raumes entlang der südlichen Wand. Unerwartet kam in der Südwestecke unter dem Oberboden eine kleine Menge umayyadischer Keramik aus dem Schutt. Dies gab einen ersten Hinweis für eine gewisse arabische Nachnutzung des Kastells. Der Kontext des Fundmaterials, das Fehlen ähnlicher Keramik in der zweiten Sondage sowie das Ausbleiben weiterer umayyadischer Keramikscherben bei den Feldbegehungen deutete darauf hin, dass die arabische Nutzung begrenzt gewesen sein muss. Unter dem umayyadischen Stratum zeigten sich eine Reihe übereinanderliegender Erd- und Ascheschichten, die alle nach Parkers System in die frühbyzantinischen Perioden I–II datierten. Die Schichten enthielten Keramik und eine Münze aus der Regierungszeit des Kaisers Constantius II. (337–361) die den Jahren 347/348 zuzuordnen war. Die vier untersten dieser Schichten konnten eindeutig der Garnisonszeit zugeordnet werden und waren reich an Scherben und Tierknochen. Die unterste Schicht, die 1982 erreicht wurde ruhte auf einem Gipsboden, der nicht mehr durchbrochen wurde.
Die zweite Sondage von 1982 in einem der Räume, brachte in mehreren Schichten verstürztes Mauerwerk abwechselnd mit Aschelinsen zu Tage. Alle Strata enthielten Keramik des 4. Jahrhunderts sowie eine in die Jahre 340 bis 365 datierbare Münze. Die Schichten befanden sich über einer das Terrain ausgleichenden Planierschicht, die über dem anstehenden Boden lag. Große Menge an Tierknochen, zu denen auch geringe Reste von Pferden- und Kamelen gehörten sowie die bereits angesprochenen Krippen, die in mehrere Räume im Erdgeschoss eingebaut waren, lassen vermuten, dass im Kastell eine Kavallerieeinheit kaserniert war.

## Taxa

### Reit- und Arbeitstiere
Die aus den frühbyzantinischen Strata VB bis IV des Qasr Bshir gewonnenen Tierknochen spiegeln in ihrem prozentualen Mengen- und Taxaverhältnis für Esel, Pferde und Dromedare das gleiche Ergebnis wider, wie dies aus den entsprechenden Strata am Legionslager Betthorus bekannt ist. Darüber hinaus zeigt sich in den Proben beider Garnisonen ein ähnliches Kamel-zu-Esel-Verhältnisse für das spätrömische Stratum VI (ca. 2:1) und für die Strata VB bis IV (ca. 1:1). Wie in Betthorus sind Pferde am Qasr Bshir lediglich durch eine extrem geringe Anzahl von Knochen vertreten. Nur drei Fragmente wurden im spätrömischen und frühbyzantinischen Kontext gefunden.

### Schlachtvieh
Im Vergleich zwischen den nahrungsliefernden aus dem Legionslager Betthorus und dem Praetorium Mobeni konnten mit drei Ausnahmen vergleichbare Ergebnisse festgestellt werden. So wurden aus den spätbyzantinischen Ablagerungen des Quadriburgium (Stratum III) keine Schweineknochen geborgen und die Häufigkeit der Schweineknochen in den spätrömischen und frühbyzantinischen Strata VI bis IV ist geringer als im Legionslager. Ähnlich verhielt es sich mit den Hühnerknochen die in den Strata VI bis IV am Qasr Bshir sogar erheblich niedriger ausfällt. Die dritte Ausnahme bilden die Rinder, welche in der frühbyzantinischen Periode (Strata VB bis IV) des Qasr sogar nur mit einem einzigen Fragment vertreten sind. Die Forschungen machten jedoch deutlich, dass die Abweichungen dieser drei Taxa nicht durch verschiedene Beschaffungsstrategien, kulinarischen Praktiken oder Ernährungspräferenzen zu erklären sind. Vielmehr ist der Erhaltungszustand der archäofaunalen Überreste am Qasr außergewöhnlich schlecht, denn 80 Prozent aller erfassten Säugetier- und Vogelfragmente messen nur noch weniger als ein Viertel ihrer ursprünglichen Länge. So wird das stark fragmentierte taxonomische Skelettmaterial von dieser Fundstelle höchstwahrscheinlich durch taphonomische Prozesse erklärbar und ist für eine vergleichende Analyse nur bedingt nutzbar.

### Wildtiere
Der bei Parkers Forschungen am Limes Arabicus tätige amerikanische Anthropologe Michael Richard Toplyn von der Harvard-Universität stellte bei seiner Aufschlüsselung des gesammelten Taxamaterials 2006 fest, dass die am Legionslager Betthorus und am Qasr Bshir gesammelten Tierknochen, den klaren Schwerpunkt des Limesprojekts auf die domestizierten Nutztieren herausstellten. Daher konnten er aus den ihm zur Verfügung gestellten wilden Taxa auch aufgrund einer nicht vorhandenen weitläufigeren Untersuchung zu diesem Thema keine prozentuale Feststellung über das reale Aufkommen dieser Tiere während der Antike vornehmen. Darstellen ließen sich jedoch kleine Arten wie Hasen, Füchsen und nicht identifizierbare Vögel. Toplyn konnte zudem verdeutlichen, dass die wilde Fauna und Avifauna nicht signifikant zur Wirtschaft oder Ernährung der römischen Soldaten am Legionsstandort und am Qasr Bshir beitrugen.

## Spätzeit und Ende
Das Praetorium Mobeni wurde während des gesamten 4. Jahrhunderts vom römischen Militär genutzt. Bereits im frühen fünften Jahrhundert lassen die Nutzungsspuren jedoch nach und die Garnison dürfte nach Meinung der Prähistorikerin Johanna Ritter-Burkert (2018) noch in diesem Säkulum aufgegeben worden sein. Parker legte sich 1990 darauf fest, die Aufgabe des Kastells nicht später als um 500 n. Chr. anzusetzen.
Während seiner Regierungszeit übertrug Kaiser Justinian I. (527–565) die Verteidigung im frühen 6. Jahrhundert noch kurzfristig an die Ghassaniden, doch bald darauf hörte der Limes Arabicus auf zu existieren. Inwieweit das Praetorium Mobeni zu dieser Zeit überhaupt noch eine Rolle spielte, ist unbekannt. Eine spätbyzantinische Besatzung dieser Zeitstellung lässt sich nicht nachweisen. Unter den Umayyaden könnte der verlassene Qasr Bshir vielleicht noch als Karawanserei umgenutzt worden zu sein. Durch ein Erdbeben im 8. Jahrhundert beschädigt, wurde das einstige Kastell endgültig aufgegeben.

## Kritik
Die 1993 vehement geführten Einlassungen des israelischen Althistorikers Benjamin Isaac zur römischen Politik und Gesellschaft, aber auch zum römischen Militär und den römischen Limites wurden von etlichen Wissenschaftlern, darunter 1993 bereits durch den auf römische Militärgeschichte spezialisierte Deutsch-Amerikaner Michael P. Speidel und 2000 durch die Provinzialrömischen Archäologin Michaela Konrad in ihrer Habilitationsschrift, abgelehnt beziehungsweise in Teilen kritisch betrachtet. Der auf frühmittelalterliche Geschichte spezialisierte italienische Historiker Antonio Santosuosso (1936–2014) hingegen hielt Isaacs Werk 2007 für „brilliant“ und der deutsche Althistoriker Peter Kehne sah 2004 in dem Buch mit Hinweis auf die genutzten hebräischen Quellen, welche die römische Armee als Polizeitruppe und ausführendes Organ der kaiserlichen Steuerbehörde beschreiben, ein Standardwerk. Isaac lehnte die von Samuel Thomas Parker geleistete Forschungsarbeit zum Qasr Bshir ab und beschrieb unter anderem mithilfe von Texten aus dem Talmud ein durch die eigene Bevölkerung bereits im Inneren abgelehntes und zersetztes römisches Reich, das als Überwachungsstaat agierte. Die Armee sei planlos gewesen und es gab keine von Militärkommandeuren entwickelten Gesamtstrategien. Entscheidungen seien beim römischen Militär durch ad-hoc gebildete Gruppen getroffen worden. Und ohne umfassende Strategien, die zum Ausbau von Grenzbefestigungen nötig gewesen wären, konnte es im Osten auch keine klar definierten Grenzen geben. Isaac spricht daher konkret dem Praetorium Mobeni eine strategische militärische Rolle innerhalb des spätrömischen Limes ab und interpretiert den Begriff Castra als Statio und damit als Quartier für den Cursus publicus, als Mutationes (Wechselstationen für Zugtiere und Wagen) und als Herberge (Mansio), wobei diese auch von vorbeiziehenden Soldaten genutzt werden konnte. Issac schrieb unter anderem: „Ein wichtiges Gebäude (Qasr Beshir) ist eindeutig als Verwaltungszentrum und nicht als eine mit dem Grenzschutz verbundene Einrichtung zu identifizieren; ...“ Hierzu führte er weiter aus, dass der am Qasr Beshir inschriftlich benutzte Begriff Praetorium bereits während des frühen Prinzipats seine militärische Bedeutung eingebüßt haben soll und anschließend nur noch für die Residenz eines Statthalters in einer Stadt oder entlang einer Römerstraße genutzt wurde. Als Nachweis führt Isaak das Neue Testament an. In den Praetorii, und damit auch in dem als Castrum genannten Wüstenkastell Praetorium Mobeni wurde danach laut Issac durch die Statthalter Recht gesprochen und der Kontakt mit der Bevölkerung aufrechterhalten.
Auch der schottische Provinzialrömische Archäologe David L. Kennedy ließ Argumente Isaacs gelten, die in dem Kastell keine ursächliche Garnison sahen. Kennedy stellte auch die Frage, warum der aus der Bauinschrift bekannte Name des Qasr Bshir nicht in der Notitia dignitatum erscheint. Auch schien es ihm verwunderlich, dass die Inschrift nicht den Kommandeur der hier stationierten Einheit nennt und dass die Ecktürme derart massiv ausgebaut sind. Ihm schien es fast so, als wären diese Türme das primäre Element der Anlage.

## Spätantiker vorderer Limesverlauf zwischen dem Qasr Bshir und dem Rujm Beni Yasser
| Anzahl | Zeitstellung                 | Bemerkung                  |
| ------ | ---------------------------- | -------------------------- |
| 14     | frühbronzezeitlich I         | ca. 3300–2900 v. Chr.      |
| 5      | eisenzeitlich                | ca. 1200–539 v. Chr.       |
| 7      | frührömisch-nabatäisch       | ca. 63 v. Chr.–135 n. Chr. |
| 13     | spätrömisch-frühbyzantinisch | ca. 135–502                |

| Anzahl | Zeitstellung                  | Bemerkung                  |
| ------ | ----------------------------- | -------------------------- |
| 1      | vielleicht frühbronzezeitlich | ca. 3300–1950 v. Chr.      |
| 9      | frührömisch-nabatäisch        | ca. 63 v. Chr.–135 n. Chr. |
| 24     | spätrömisch-frühbyzantinisch  | ca. 135–502                |

| Anzahl | Zeitstellung                 | Bemerkung                  |
| ------ | ---------------------------- | -------------------------- |
| 7      | kupfersteinzeitlich          | ca. 4500–3300 v. Chr.      |
| 3      | frühbronzezeitlich           | ca. 3300–1950 v. Chr.      |
| 3      | frührömisch-nabatäisch       | ca. 63 v. Chr.–135 n. Chr. |
| 9      | spätrömisch-frühbyzantinisch | ca. 135–502                |
| 2      | frühbyzantinisch             | ca. 324–502                |
| 1      | unbestimmt                   |                            |

| Anzahl | Zeitstellung                 | Bemerkung                  |
| ------ | ---------------------------- | -------------------------- |
| 8      | frühbronzezeitlich           | ca. 3300–1950 v. Chr.      |
| 1      | eisenzeitlich                | ca. 1200–539 v. Chr.       |
| 21     | frührömisch-nabatäisch       | ca. 63 v. Chr.–135 n. Chr. |
| 6      | spätrömisch-frühbyzantinisch | ca. 135–502                |

| Anzahl | Zeitstellung                             | Bemerkung                  |
| ------ | ---------------------------------------- | -------------------------- |
| 4      | kupfersteinzeitlich-frühbronzezeitlich I | ca. 4500–2900 v. Chr.      |
| 15     | frührömisch-nabatäisch                   | ca. 63 v. Chr.–135 n. Chr. |
| 2      | frühbyzantinisch                         | ca. 324–502                |
| 5      | unbestimmt                               |                            |

| Anzahl | Zeitstellung                 | Bemerkung                  |
| ------ | ---------------------------- | -------------------------- |
| 94     | frührömisch-nabatäisch       | ca. 63 v. Chr.–135 n. Chr. |
| 6      | spätrömisch-frühbyzantinisch | ca. 135–502                |
| 3      | spätosmanisch                | ca. 1703–1918              |

| Anzahl | Zeitstellung                      | Bemerkung                  |
| ------ | --------------------------------- | -------------------------- |
| 3      | möglicherweise frühbronzezeitlich | ca. 3300–1950 v. Chr.      |
| 52     | eisenzeitlich II                  | ca. 900–539 v. Chr.        |
| 19     | frührömisch-nabatäisch            | ca. 63 v. Chr.–135 n. Chr. |
| 8      | spätrömisch-frühbyzantinisch      | ca. 135–502                |
| 24     | unbestimmt                        |                            |

| Anzahl | Zeitstellung                 | Bemerkung                  |
| ------ | ---------------------------- | -------------------------- |
| 8      | frühbronzezeitlich           | ca. 3300–1950 v. Chr.      |
| 5      | frührömisch-nabatäisch       | ca. 63 v. Chr.–135 n. Chr. |
| 13     | spätrömisch-frühbyzantinisch | ca. 135–502                |
| 1      | frühbyzantinisch III–IV      | ca. 400–502                |
| 2      | mameluckisch                 | ca. 1250–1516              |
| 4      | unbestimmt                   |                            |

## Vorgeschobene spätantike Grenzzone im Raum Al-Qatrana
| Anzahl | Zeitstellung                 | Bemerkung                  |
| ------ | ---------------------------- | -------------------------- |
| 7      | eisenzeitlich                | ca. 1200–539 v. Chr.       |
| 10     | frührömisch-nabatäisch       | ca. 63 v. Chr.–135 n. Chr. |
| 21     | spätrömisch-frühbyzantinisch | ca. 135–500 n. Chr.        |
| 4      | frühbyzantinisch             | ca. 324–500 n. Chr.        |
| 5      | spätbyzantinisch             | ca. 500–660 n. Chr.        |
| 14     | osmanisch                    | 1516–1918                  |
| 26     | spätislamisch                | nicht genauer bestimmt     |
| 3      | modern                       |                            |

| Anzahl | Zeitstellung           | Bemerkung                  |
| ------ | ---------------------- | -------------------------- |
| 26     | frührömisch-nabatäisch | ca. 63 v. Chr.–135 n. Chr. |
| 4      | byzantinisch           | ca. 324–660 n. Chr.        |
| 4      | umayadisch             | ca. 660–750 n. Chr.        |
| 69     | unbestimmt             |                            |

| Anzahl | Zeitstellung     | Bemerkung   |
| ------ | ---------------- | ----------- |
| 7      | frühbyzantinisch | ca. 324–500 |

| Anzahl | Zeitstellung       | Bemerkung             |
| ------ | ------------------ | --------------------- |
| 13     | frühbronzezeitlich | ca. 3200–1950 v. Chr. |
| 7      | frühbyzantinisch   | ca. 324–500 n. Chr.   |

| Anzahl | Zeitstellung                          | Bemerkung                  |
| ------ | ------------------------------------- | -------------------------- |
| 1      | möglicherweise frührömisch-nabatäisch | ca. 63 v. Chr.–135 n. Chr. |
| 19     | frühbyzantinisch                      | ca. 324–500 n. Chr.        |
| 7      | unbestimmt                            |                            |